# 蘇菲·威爾梅斯
蘇菲·威爾梅斯（法語：Sophie Wilmès，法語發音：[sɔfi wilmɛs]，1975年1月15日—），比利時法語區中間派政治人物、前任首相。
2014年選入比利時眾議院，並於翌年起擔任米歇爾政府的预算大臣。2019年大選後新政府遲遲未組成，但時任首相米歇爾將於同年12月擔任歐盟高峰會主席。作為米歇爾的盟友，威爾梅斯遂於10月被菲利普國王委任為比利時首位女性首相，接替前者帶領看守政府。翌年3月，因肺炎疫情肆虐，她的政府獲跨黨派支持，她遂獲全權領導政府的權力。
2020年10月，新政府籌組完成，她退居七名副首相之一兼外交大臣。同月稍後一度染上肺炎，更需入住加護病房。2022年4月21日，宣布為照顧患腦癌的丈夫而休假，本身職務分至首相德克羅及其黨友。三個月後，她正式請辭。

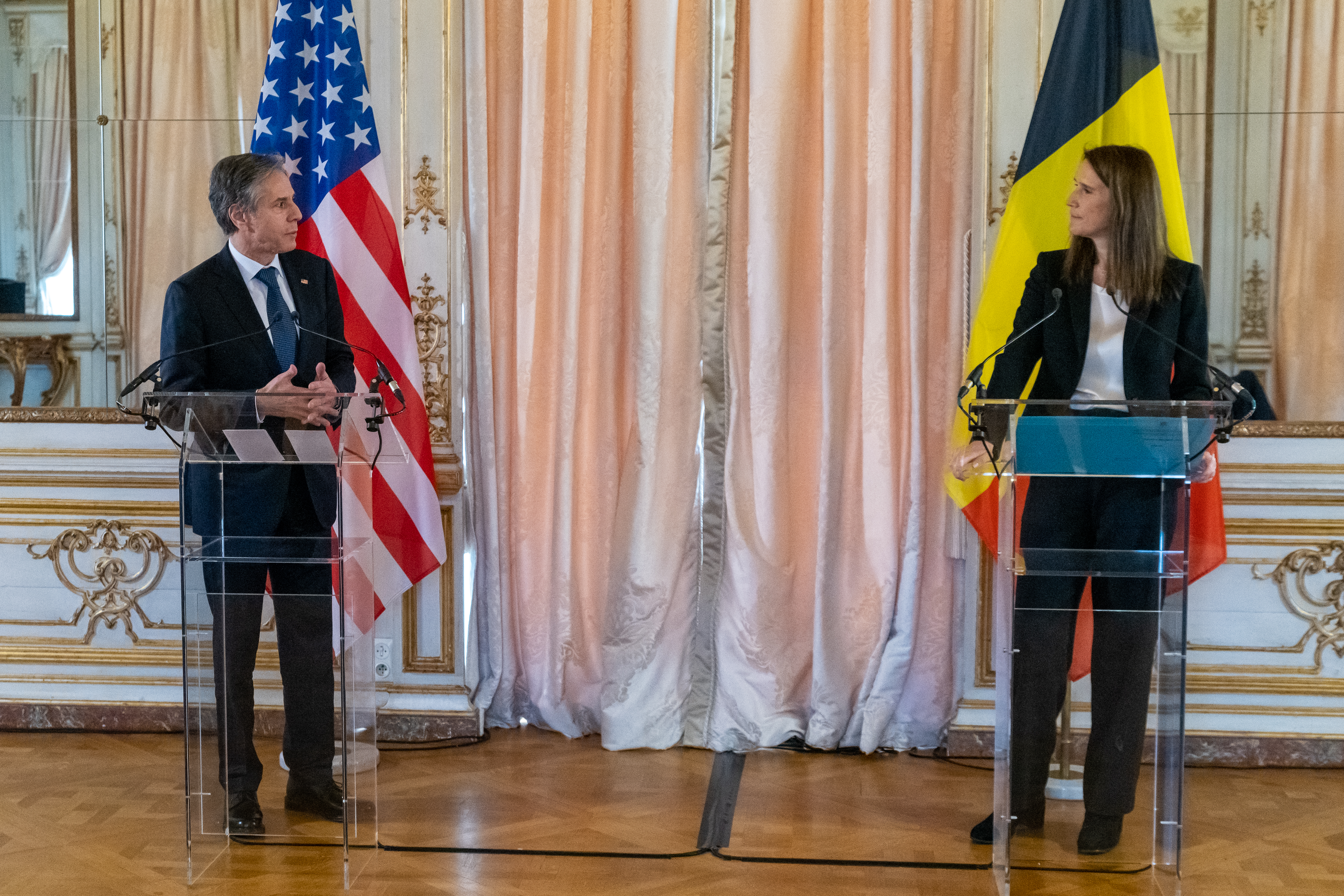
威爾梅斯於2021年3月晤美國國務卿安東尼·布林肯

丈夫逝世後，她復出並於2024年轉戰歐洲議會，作為革新运动的領頭候選人。

## 荣誉

### 比利时勋章奖章
- 利奥波德指挥官勋章（2019年6月23日批准[2]）